# Souris-Estevan (circonscription saskatchewanaise)
Pour les articles homonymes, voir Souris (homonymie) et Estevan (homonymie).
Circonscription électorale provinciale du Canada
Souris-Estevan est une ancienne circonscription électorale provinciale de la Saskatchewan au Canada. Elle est représentée à l'Assemblée législative de la Saskatchewan de 1934 à 1975.

## Liste des députés
| Parlement                                                 | Années                                       | Député                                       | Député                                       | Parti                                        |
| Souris-Estevan                                            | Souris-Estevan                               | Souris-Estevan                               | Souris-Estevan                               | Souris-Estevan                               |
| Circonscription issue de Souris et d'Estevan              | Circonscription issue de Souris et d'Estevan | Circonscription issue de Souris et d'Estevan | Circonscription issue de Souris et d'Estevan | Circonscription issue de Souris et d'Estevan |
| --------------------------------------------------------- | -------------------------------------------- | -------------------------------------------- | -------------------------------------------- | -------------------------------------------- |
| 8e                                                        | 1934–1938                                    |                                              | Jesse Pickard Tripp (en)                     | Libéral                                      |
| 9e                                                        | 1938–1944                                    | Norman Leslie McLeod (en)                    |                                              | Libéral                                      |
| 10e                                                       | 1944–1948                                    |                                              | Charles David Cuming (en)                    | CCF                                          |
| 11e                                                       | 1948–1952                                    |                                              | John Edward McCormack (en)                   | Libéral                                      |
| 12e                                                       | 1952–1953                                    |                                              | John Edward McCormack (en)                   | Libéral                                      |
| 12e                                                       | 1953-1956                                    |                                              | Robert Kohaly (en)                           | Progressiste-conservateur                    |
| 13e                                                       | 1956–1960                                    |                                              | Kim Thorson (en)                             | CCF                                          |
| 14e                                                       | 1960–1964                                    |                                              | Ian Hugh MacDougall (en)                     | Libéral                                      |
| 15e                                                       | 1964–1967                                    |                                              | Ian Hugh MacDougall (en)                     | Libéral                                      |
| 16e                                                       | 1967–1971                                    |                                              | Ian Hugh MacDougall (en)                     | Libéral                                      |
| 17e                                                       | 1971-1971                                    |                                              | Russell Brown (en)                           | Néo-démocrate                                |
| 17e                                                       | 1971–1975                                    | Kim Thorson (en)                             |                                              | Néo-démocrate                                |
| Circonscription abolie, voir Estevam et Souris-Cannington |                                              |                                              |                                              |                                              |